# Hugues Ier (archevêque d'Arles)
Pour les articles homonymes, voir Hugues Ier.
Hugues Ier, mort le 29 août 1217, appelé aussi Uc Ier ou Hughes Ier, est évêque de Gap (1215-1217) et archevêque d’Arles (28 mars 1217 - 29 août 1217).

## Biographie
D’après la GCN, Hugues Ier est évêque de Gap entre 1215 et 1217. Il aurait ajouté un signe distinctif pour individualiser ses monnaies.
Il est ensuite postulé le 10 février 1217 par le prévôt et le chapitre d’Arles à l’archevêché de ce diocèse où il est élu le 28 mars 1217. Il est donc élu avant la mort de son prédécesseur Michel de Mouriès, décédé le 21 juillet 1217. On peut donc conjecturer que ce dernier n’avait plus les capacités d’exercer sa fonction entre février et juillet 1217. Toutefois d'après Jean-Pierre Papon, Hugues Ier qui s'éteint le 29 août 1217 n’aurait siégé guère plus d'un mois, ce qui laisse supposer une élection plus tardive.
En dépit de son court archiépiscopat, ce prélat figure sur les diptyques épiscopaux. Il est également évoqué sur le site du patrimoine de la ville d’Arles et par Charles-Louis Richard.

### Sources
- Joseph Hyacinthe Albanés - Gallia christiana novissima; no 840 et suivants, page 332 et suivantes ici
- Jean-Pierre Papon - Histoire générale de Provence, page 310, ici
- Charles-Louis Richard - Bibliothèque sacrée, ou Dictionnaire universel historique, dogmatique, canonique, géographique et chronologique des sciences ecclésiastiques – 1827 – page 71 ici